# Владимиров Семен Володимирович
Семен Володимирович Владимиров (1895–1956) — радянський конструктор стрілецької зброї. Лауреат Сталінської премії першого ступеня.

## Біографія
Народився 22 січня (3 лютого) 1895 року у місті Клин (нині Московська область) в родині залізничника.
Закінчивши механіко-технічне училище в Іваново-Вознесенську, працював механіком на ткацько-прядильній фабриці в Ярославлі, на заводах у Петрограді, на копальнях та рудниках Сибіру та Далекого Сходу як слюсар, механік, технік-конструктор.
У 1918 році він переїжджає до Хабаровська, де його направляють на націоналізацію золотих копалень у тайзі. У 1919 році Владимиров мобілізований до партизанського загону Рогова, який знаходився на Алтаї. Після з'єднання партизанського загону із регулярними частинами Червоної армії, що звільняли Сибір від білогвардійців, Владимиров у складі військ М. В. Фрунзе потрапляє до Бухари. Там він захворів на малярію і після одужання переводиться до Севастополя, де завідував прожекторною станцією.
У 1922 році у зв'язку зі скороченням РСЧА Владимиров демобілізується з армії і переїжджає до Тули. На Тульському збройовому заводі починає працювати слюсарем у лекальній майстерні. Невдовзі Владимирова призначають на посаду старшого інженера-конструктора Центрального конструкторського бюро № 15 (ЦКБ-15).
Загинув 12 липня 1956 року, отримавши смертельну травму при розбиранні пружних частин кулемета власної конструкції. Похований у Коврові на Старому цвинтарі.

## Розробки
- Розробив самозарядний пістолет під патрон револьвера системи «Наган», на який отримав авторське свідоцтво, сконструював кілька пристосувань для регулювання темпу стрільби автоматичної зброї, на які отримав патент та авторські права.
- У 1930 році з метою уніфікації станків для кулемету «Максим» Владимиров створив новий універсальний колісно-триніжний станок, що був прийнятий на озброєння РСЧА під позначенням «станок зразка 1931»[1].
- Створив нові зразки авіаційного стрілецько-гарматного озброєння: в 1928 році отримав авторське свідоцтво на двоствольний кулемет, а в 1933 — на авіаційну автоматичну гармату.
- На основі штатного зразка авіаційного озброєння ВПС Червоної армії — 7,62-мм кулемету ШКАС, Владимиров створив 12,7-мм великокаліберний авіаційний кулемет ШВАК -12,7.
- На основі кулемета ШВАК за ініціативою заступника народного комісара оборони та начальника озброєнь РСЧА М. М. Тухачевського[2] створив швидкострільну авіаційну автоматичну 20-мм гармату ШВАК. Гармата випускалася у кількох модифікаціях: мотор-гармата, крилова, турельна та інші. У липні 1941 року за пропозицією наркома Комісаріату танкової промисловості В'ячеслава Малишева модифікація гармати ШВАК була встановлена на легкий танк Т-60.
- У 1943 році Владимиров на основі своєї автоматичної гармати В-20[3] починає розробку великокаліберного кулемета під патрон калібру 14.5 для протитанкової рушниці ПТРД. Створений у 1944 році новий кулемет, який одержав позначення КПВ-44, у танковій модифікації КПВТ випускається і в наші дні[4].

## Нагороди
- орден Леніна
- орден Вітчизняної війни І ст.
- орден Трудового Червоного Прапора
- інші медалі
- Сталінська премія першого ступеня (1949) — за створення нових зразків зброї

## Пам'ять
- У 1982 році в Коврові на будинку, в якому з 1934 по 1956 роки жив Владимиров, встановлена меморіальна дошка.